# Diriliş Ertuğrul
Diriliş Ertuğrul (en català: Resurrecció Ertuğrul) és una sèrie de ficció històrica i d'aventura de la televisió turca. Està basada en els orígens de la dinastia otomana. Se centra en la vida d'Ertuğrul, líder de la tribu kayi i pare del fundador de l'Imperi Otomà Osman I.
Ha estat produïda per Mehmet Bozdağ (Tekden Film) i emesa pel canal estatal turc TRT 1. Va ser filmada en la vila de Riva, a Beykoz (Istanbul).

## Trama
Al segle xiii, un guerrer turc anomenat Ertuğrul (1198-1281) accepta lluitar contra els enemics del sultà a canvi de terres on establir-se la seva tribu, els Kayı. Es trobarà al bell mig d'una guerra pel domini de la península d'Anatòlia entre els turcs, els cavallers de l'ordre del Temple i els mongols. A més, es debatrà en una guerra psicològica entre el seu amor i el seu deure anomenat destí.

## Repartiment
| Intèrpret                                                          | Personatge                              | Descripció |
| ------------------------------------------------------------------ | --------------------------------------- | --- |
| Engin Altan Düzyatan                                               | Ertuğrul Gazi                           | Tercer fill de Suleyman Shah i Hayme Hatun. Pare de Gündüz Alp, Savci Bey i d'Osman I, fundador de l'Imperi Otomà. |
| Serdar Gökhan                                                      | Suleyman Shah                           | Líder de la tribu Kayi i pare d'Ertuğrul, Gündoğdu, Sungurtekin i Dündar, avi d'Osman I. |
| Hülya Korel Darcan                                                 | Hayme Hatun                             | Mare de Ertuğrul, Gündoğdu, Sungurtekin i Dündar. Dona de Suleyman Shah i àvia d'Osman I. |
| Kaan Taşaner                                                       | Gündoğdu Bei                            | Fill Suleyman Shah i germà gran d'Ertuğrul. Esdevindrà bei de la tribu kayi a la mort del seu pare. |
| Esra Bilgiç                                                        | Halime Hatun                            | Dona d'Ertuğrul i mare de Gündüz Alp, Savci Bei i Osman I Gazi. Filla de Shahzade Numan, membre la família reial i emparentada amb el Sultan Alaeddin Kayqubad I del Soldanat de Rum.                                                                                           |
| Arda Anarat (Temporades 1-2) & Batuhan Karacakaya (Temporades 3-4) | Dündar Bei                              | Fill de Suleyman Shah, germà petit d'Ertuğrul, oncle patern d'Osman I. |
| Yaman Tumen (Temporades 3-4) & Arif Diren (Temporada 5)            | Gündüz Alp                              | Fill gran d'Ertuğrul Gazi i Halime Hatun. Germà de Savcı Bei i Osman I. |
| Kerem Bekişoğlu                                                    | Savcı Bei                               | Segon fill d'Ertuğrul Gazi i Halime Hatun. Germà de Gündüz Alp i Osman Gazi. |
| Emre Üçtepe                                                        | Osman I                                 | fill petit d'Ertuğrul Gazi i Halime Hatun. Germà de Gündüz Alp i Savcı Bei. |
| Uğur Güneş                                                         | Tuğtekin Bey                            | Fill de Korkut Bei. Cosí d'Ertuğrul i els seus germans. Cap dels soldats (Alp) de la tribu Dodurga, esdevindrà cap de la tribu Dodurga a la mort del seu pare. |
| Murat Garipağaoğlu                                                 | Sa'd al-Din Köpek / Emir Sadettin Köpek | Administrador de la cort seljúcida i ministre del Sultan Alaeddin Kayqubad I. |
| Kaptan Gürman                                                      | Geyikli Dervish                         | Viu al bosc. Ajuda a Ertuğrul. |
| Osman Soykut                                                       | Ibn Arabi                               | Prové d'Andalusia, místic sufí. Líder espiritual de l'orient. Ajuda Ertuğrul i els seus companys. |
| Cengiz Coşkun                                                      | Turgut Alp / Turgut Alp/Bey             | Un dels tres soldats (Alps) d'Ertuğrul, juntament amb Bamsi Beyrek i Doğan que es consideren com germans de sang d'ell. Lluita amb la destral. |
| Nurettin Sönmez                                                    | Bamsi Alp/ Bamsi Beyrek                 | Un dels tres Alps d'Ertuğrul, junt amb Turgut Alp i Doğan Alp. Lluita amb dues espases |
| Cavit Çetin Güner                                                  | Doğan Alp                               | Un dels tres Alps d'Ertuğrul, junt amb Turgut Alp i Bamsi Beyrek. |
| Didem Balçın                                                       | Selcan Hatun                            | Dona de Gündoğdu i jove de Hayme Hatun i Suleyman Shah. Germana gran de Gökçe. |
| Burcu Kıratlı                                                      | Gökçe                                   | Germana petita de Selcan Hatun. Està enamorada d'Ertuğrul. |
| Hande Subaşı                                                       | Aykız                                   | Amor d'infantesa de Turgut Alp. |
| Diler Ozturk                                                       | Alptekin                                | Pare de Selcan Hatun i Gökçe. Va liderar una rebel·lió a la tribu Kayi contra Suleyman Shah. És mort i només el veu en visions la seva filla Selcan Hatun. |
| Hakan Vanlı                                                        | Kurdoğlu Bei                            | Germà petit de Suleyman Shah. |
| Barış Bağcı                                                        | Bayju Noyan                             | Comandant dels Mongols, Ögedei Khan li encarrega l'expansió per Anatòlia. Apareix a la segona temporada. |
| Gönül Nagiyeva                                                     | Alangoya o Almıla                       | Alangoya és germana de Noyan. Fa servir el nom d'Almıla per a infiltar-se a la tribu Kayi. |
| Hüseyin Özay                                                       | Korkut Bei                              | Líder de la tribu Dodurga i germà gran d'Hayme Hatun. |
| Eren Sakcı                                                         | Efrasiyab                               | Mercader iranià. Coopera secretament amb Noyan. |
| Mehmet Çevik                                                       | Deli Demir                              | Ferrer de la tribu Kayi. Pare d'Aykız. |
| Celal Al                                                           | Abdurrahman Alp                         | Alp lleial a Ertuğrul. Cap dels guardians d'Hayme Hatun i bon amic de Turgut Alp, Doğan Alp i Bamsi Beyrek. |
| Turgut Tunçalp                                                     | Afşin Bey                               | Comandant del Soldanat de Rum, sovint realitza missions secretes per a l'estat. |
| Sedat Savtak                                                       | Shahzade Numan                          | Príncep exiliat del Soldanat de Rum. Pare de Halime Hatun i el príncep Yiğit. Germà del Sultà Alaeddin Kayqubad I |
| Levent Öktem                                                       | Petruccio Manzini, Üstad-ı Azam         | Cavaller templer i Gran Visir del consell de l'ordre del Temple. El seu propòsit és la destrucció dels musulmans i reconquerir Jerusalem. |
| Serdar Deniz                                                       | Titus                                   | Comandant dels Cavallers templers. Està obsessionats en trobar i matar a Ertuğrul com a revenja per la mort del seu germà lluitant contra Ertuğrul. |
| Burak Temiz                                                        | Shahzade (príncep) Yiğit                | Fill de Shahzade Numan i germà petit de Halime Hatun. |
| Mehmet Emin Inci                                                   | Emir El-Aziz                            | Ayyubid Emir d'Aleppo, net de Salah ad-Din Ayyubi. |
| Gökhan Atalay                                                      | Atabey Şahabeddin                       | Oncle del Sultà El-Aziz. Visir d'Aleppo. |
| Hamit Demir                                                        | Akçakoca                                | Líder d'algunes de les famílies nòmades de les famílies de la tribu Kayi i amic de Suleyman Shah. |
| Reshad Strik                                                       | Claudius (Ömer)                         | Cavaller templer al qui encarreguen l'assassinat d'Ibn Arabi i que es converteix a l'Islam. |
| Fahri Öztezcan                                                     | Ilyas Fakih                             | Aprenent d'Ibn Arabi i amic d'Ertuğrul. |
| Sezgin Erdemir                                                     | Sungurtekin Bei                         | Segon fill de Suleyman Shah i Hayme Hatun. Desaparegut durant anys i donat per mort. |
| Erden Alkan                                                        | Candar Bei                              | Líder de la tribu Çavdaroğlu. Pare de Aliyar Bey, Ural Bey i Aslihan Hatun. |
| Kürşat Alnıaçık                                                    | Ural Bei                                | Fill gran de Candar Bey. |
| Osman Albayrak                                                     | Batuhan Alp                             | Alp lleial a Ural Bey. |
| Cem Uçan                                                           | Aliyar Bei                              | Segon fill de Candar Bei. Serà el líder de la tribu Cavdar després de la mort del seu pare. |
| Gülçin Santırcıoğlu                                                | Çolpan Hatun / Ekaterina                | Dona d'Ural Bey i filla de l'antic Tekfur (governador) del Castell de Karaçahisar. |
| Mualla Sahin                                                       | Aybüke                                  | Senyora de la tribu Cavdar. |
| Gülsim Ali                                                         | Aslıhan Hatun                           | Filla de Candar Bei, germana petita d'Ural Bei i Aliyar Bei. |
| Sedef Sahin                                                        | Maria                                   | Germana de Simon. Experta en verins. |
| Lebip Gökhan                                                       | Ustad Simon                             | Comandant dels cavallers templers. |
| Çağdaş Onur Öztürk                                                 | Vasilius                                | Fou comandant de l'exèrcit bizantí, se'l promou com a Tekfur (Governador) del Castell de Karaçahisar. Obssessionat en fer fora tots els turcs de les seves terres. |
| Gökhan Bekletenler                                                 | Haçaturyan Usta                         | Miner armeni que acaba com esclau, és alliberat per Ertugrul. |
| Ezgi Esma Kürklü                                                   | Banu Çiçek                              | Hatun de la tribu Dodurga. Entrenada per a la lluita. S'enamora de Dogan Alp. |
| Burak Hakkı                                                        | Sultan Alaeddin Kayqubad I              | Soldà del Soldanat de Rum que era seguit per les tribus turques d'Anatòlia. |
| Ayberk Pekcan                                                      | Artuk Bei                               | Metge i científic de la tribu Dodurga. Un dels Beys més respectats. Es convertirà en la mà dreta d'Ertuğrul. |
| Burçin Abdullah                                                    | Hafsa Hatun /Helena                     | Filla del Tekfur (Governador) de Karaçahisar. S'enamora de Bamsi Alp. |
| Edip Zeydan                                                        | Dumrul Alp                              | Alp d'Ertuğrul's que esdevindrà espia al castell de Karaçahisar. |
| Orhan Kiliç                                                        | Atsız                                   | Salva a Ertuğrul. També espiarà per ordre d'Ertuğrul al Castell de Karaçahisar. D'origen seljúcida. |
| Melih Özdoğan                                                      | Samsa Alp                               | Alp de Tuğtekin i germà de sang. Es converteix posteriorment en Alp d'Ertuğrul. |
| Evren Erler                                                        | Kocabaş                                 | Alp de Tuğtekin's. Traidor que treballa com a espia dels mongols al campament. |
| Kara Tolga                                                         | Hamza Alp                               | Alp de Gündögdu. Decebut pel tracte rebut per Gündögdu Bey, s'uneix a l'exèrcit de Noyan. |
| Gökhan Oskay                                                       | Kaya Alp                                | Alp de la tribu nòmada Dodurga, guàrdia de Korkut Bey. |
| Attila Kiliç                                                       | Bogaç Alp                               | Alp lleial a Tuğtekin i germà de sang de Samsa. |
| Hakan Serim                                                        | Günküt Alp                              | Un dels Alps d'Ertuğrul. Li agrada fer broma, en especial amb Bamsı. |
| Elif Sümbül Sert                                                   | Amanda                                  | Venedora de perfums al Hanli Pazar. |
| Oya Unustasi                                                       | Sügay Hatun                             | D'una tribu llunyana. Mare de llet d'Osman. |
| Muharrem Özcan                                                     | Tangut                                  | Mongol. Mà dreta de Noyan. |
| Evrim Solmaz                                                       | Aytolun Hatun                           | Segona dona de Korkut Bey, després de la mort de Duru Hatun. Germana de Gümüstekin Bey i tieta de Goncagül Hatun. Madastra de Tuğtekin. |
| Zeynep Kiziltan                                                    | Goncagül                                | Filla de Gümüstekin i neboda de Aytolun. |
| Mehmet Polat                                                       | Gümüstekin Bei                          | Germà d'Aytolun. Comandant militar del seljúcides i que treballa a palau pel Soldanat de Rum, concretament pel Sa'd al-Din Köpek /. |
| Çaglar Yigitogullari                                               | Ulu Bilge Saman                         | Shaman dels Mongols. Es comunica amb els esperits, lleial a Noyan. |
| Firat Topkorur                                                     | Tüccar Hasan / Petrus                   | Treballa inicialment pels templers. |
| Cemal Hünal                                                        | Ares / Ahmet                            | Tekfur (Governador) del Castell de Karaçahisar, successor de Vasilius enviat per l'emperador de Constantinoble. |
| Arda Öziri                                                         | Göktuğ                                  | Lleial a l'Emir Sadettin Köpek. |
| Hakan Onat                                                         | Angelos                                 | Cavaller bizantí. Fill del governador de Bilecik, Kritos. |
| Hasan Sahinturk                                                    | Bilecik Tekfur Kritos                   | Tekfur (Governador) de Bilecik. Busca venjar-se d'Ertuğrul per haver matat al seu fill. |
| Ertuğrul Postoğlu                                                  | Bahadir Bei                             | Oncle d' Aslıhan, Ural i Aliyar. Germà petit de Candar Bei. Veterà de les guerres a l'orient. Bei de la seva branca de la tribu Çavdar. |
| Gürbey Ileri                                                       | Sancar Bei                              | Fill de Bahadir Bei. Cosí d'Aslıhan, Ural i Aliyar. |
| Sinem Uslu                                                         | Mahperi Hatun                           | Primera dona del Sultan Alaeddin i mare del Príncep Gıyaseddin. Coopera amb l'Emir Sadettin Köpek. |
| Engin Öztürk                                                       | Günalp                                  | El seu pare, Tayı Bei, fou comandant en cap i lleial al Soldà Alaeddin. Ell fou rescatat per Emir Sadettin Köpek, quan la seva família fora assassinada per ser lleial a l'estat. Günalp es convertí en una persona lleial a l'Emir Sadettin Köpek a qui considera el seu pare. |
| Ogün Kaptanoglu                                                    | Titan                                   | Cavaller bizantí. Enviat per l'Emperador. |
| Hasan Küçükçetin                                                   | Atabey Altun Aba                        | Servidor lleial a Mahperi Hatun. Tutor del Príncep Gıyaseddin. |
| Beyzanur Mete                                                      | Alçiçek                                 | Criada de les tendes Kayi. Mainadera d'Hayme Hatun i Halime Hatun |
| Sera Tokdemir                                                      | Marya                                   | Esclava regalada pel comerciant d'esclaus Simko. Va realitzar diferents tasques d'espionatge. |
| Burak Dakak                                                        | Príncep Gıyaseddin                      | Fill gran del Sultan Alaeddin i Mahperi Hatun. Lleial al seu pare. |
| Ali Buhara Mete                                                    | Mergen                                  | Mongol que diu ser el germà d'Alangoya. Treballa posteriorment com a espia dels Kayı. |
| Hande Soral                                                        | İlbilge Hatun                           | Filla d'Umur Bei de la tribu Umuroğlu i germana de Beybolat Bei i Sirma Hatun. Dona valenta, entrenada amb l'espasa i enamorada d'Ertuğrul. |
| İlker Aksum                                                        | Dragos                                  | Un dels comandants més respectats dels bizantins. Intenta prendre la ciutat de Soğut a Ertuğrul. |
| Dursun Ali Erzincanlı                                              | Imam de Söğüt                           | Imam del principat d'Ertugrul; Mestre d'estudis islàmics dels nens, inclòs Osman. |
| Ali Ersan Duru                                                     | Beybolat Bei/Albaştı                    | Fill d'Umur Bei i Bei dels Umuroğlu després de la mort del seu pare. Assassí seljúcida que treballa amb els mongols per eliminar les tribus Oğuz que es rebel·len, sota el fals nom d'Albaştı. Vol matar a Ertugrul i als seus germans i acabar amb la tribu Kayı.              |
| Unal Silver                                                        | Umur Bei                                | Bei de l'Umuroğlu. Treballa pels seljúcides per recaptar impostos a Soğut. |
| Öykü Çelik                                                         | Sırma Hatun                             | Filla petita d'Umur Bei i germana petita İlbilge i Beybolat. Dona soport al seu germà Beybolat. |
| Ali Savaşçı                                                        | Emir Bahattin                           | Emir dels seljúcides a Konya, marioneta dels mongols. Recaptador d'impostos que treballa en secret per a Hülagü Khan, els comandants mongols i Albaştı per posar Söğüt al caos.                                                                                                 |
| Halit Özgür Sarı                                                   | Süleyman Alp                            | Fill gran de Gundoğdu i Selcan. Cosí de Savci, Osman i Gunduz. |
| Uğur Karabulut                                                     | Uranos                                  | Comandant del castell de Lefke a les ordres de Dragos. |
| Korel Cezayirli                                                    | Sadrettin Konevi                        | Erudit i estudiant d'Ibn Arabi. Està sota la protecció d'Ertuğrul. |
| Engin Benli                                                        | Comandant Alıncak                       | Comandant més sanguinari d'Hülagü Khan. |
| Hüseyin Gülhuy                                                     | Subutay                                 | Comandant d'Hülagü Khan. |
| Safak Baskaya                                                      | Yinal                                   | Mà dreta de Beybolat. |
| Muhammet Kaya                                                      | Batur Alp                               | Mà dreta de Bahattin, serveix posteriorment a Albasti. |
| Ogüzhan Yarimay                                                    | Ogüz Alp                                | Un dels Alps d'Ertugrul, amic de Turgut. |
| Meliksah Ozen                                                      | Meliksah Alp                            | Un dels Alps d'Ertugrul. |
| Emre Ercil                                                         | Arikbuka                                | Príncep Mongol, fill de Tolui i net de Genghis Khan. Germà petit de Hulagu Khan i Berke Khan. |

## Temporades
| Temporada | Temporada | Episodis | Rang d'episodis | Emissió original       | Emissió original   |
| Temporada | Temporada | Episodis | Rang d'episodis | Inici                  | Final              |
| --------- | --------- | -------- | --------------- | ---------------------- | ------------------ |
|           | 1         | 26       | 1 - 26          | 10 de desembre de 2014 | 17 de juny de 2015 |
|           | 2         | 35       | 27 - 61         | 30 de setembre de 2015 | 8 de juny de 2016  |
|           | 3         | 30       | 62 - 91         | 26 d'octubre de 2016   | 14 de juny de 2017 |
|           | 4         | 30       | 92 - 121        | 25 d'octubre de 2017   | 6 de juny de 2018  |
|           | 5         | 29       | 122 - 150       | 7 de novembre de 2018  | 29 de maig de 2019 |